# Macromotettix tonkinensis
Macromotettix tonkinensis är en insektsart som beskrevs av Günther, K. 1939. Macromotettix tonkinensis ingår i släktet Macromotettix och familjen torngräshoppor. Inga underarter finns listade i Catalogue of Life.